# جزر أهلب شائك
جزر أهلب شائك (الاسم العلمي:Daucus glochidiatus) هو نوع من النباتات يتبع جنس الجزر من الفصيلة الخيمية.